# Nurzec (powiat siemiatycki)
Nurzec – wieś w Polsce położona w województwie podlaskim, w powiecie siemiatyckim, w gminie Nurzec-Stacja.
W Nurcu znajdował się kompleks dworski. Został on zniszczony podczas wojny. Jego właścicielami była rodzina Narbuttów.
We wsi jest przystanek kolejowy Nowy Nurzec na linii kolejowej nr 31 Siedlce – Siemianówka.
W latach 1952–54 siedziba gminy Nurzec. W latach 1975–1998 miejscowość należała administracyjnie do województwa białostockiego.

## Historia
Ziemie na których znajduje się Nurzec nadał król Kazimierz Jagiellończyk niejakiemu Turowi. Wtedy też powstały wsie oraz folwarki Zubacze, Litwinowicze, Klukowicze, Nurzec, Połowce, Łumna i Myszyce. W 1499 roku król Aleksander Jagiellończyk zatwierdził prawo posiadania dóbr przez wnuków Tura: Korniłę i Iwaszkę Andrzejewicza. W XVI w. dobra przeszły na własność rodziny Bukrabów, bo w 1567 r. występuje w źródłach Abram Bukraba z Klukowicz i Nurca, który wystawił na wojnę 1 konia, a w następnych latach inni Bukrabowie noszący przydomki Klukowickich lub Nurzeckiech.
W I połowie XVII w. Nurzec przeszedł na własność rodziny Kochlewskich, ponieważ w latach 1598-1632 jako właściciel Nurca i Litwinowicz wzmiankowany był sędzia brzeski Piotr Kochlewski herbu Prawdzic, syn Benedykta, działacz sejmowy i ariański, a także pisarz. Piotr Kochlewski miał w Nurcu barokową rezydencję, w której ufundował w 1631 roku zbór ariański, szkołę i przytułek dla starców. Piotr Kochlewski zmarł w 1646 r. i jego dobra odziedziczyła jego córka Maria, która wyszła za stolnika smoleńskiego Krzysztofa Czyża i posiadała je jeszcze w 1717 roku. Na początku XVIII wieku dobra zostały zniszczone w wyniku działań wojennych związanych z wojną północną. W pierwszej połowie XVIII wieku Nurzec przeszedł na własność hrabiowskiej rodziny Ronikierów herbu Gryf. W II połowie XVIII w. cześnik Michał Aleksander Ronikier zbudował modrzewiowy pałac z 60 pokojami i oranżerią. W pobliżu kazał wytyczyć krzyżowy kanał, aleję, altanę, mostek, drogi spacerowe. Ronikierowie byli właścicielami Nurca przez cały XIX wiek, aż do czasu śmierci Marii Ronikier około 1906 roku, po której odziedziczyła Nurzec jej urodzona w Nurcu córka Florentyna Narbutt, której mężem był Tadeusz Narbutt.
Podczas wojny 1920 roku spalony został pałac, jednak w 1921 roku do Nurca wróciła właścicielka wraz z dwoma synami Marianem Wiktorem i Gustawem z którymi zamieszkała w oficynie, którą przebudowano na dwór. Od 1924 r. w Nurcu gospodarzył Gustaw Narbutt.
Do 1934 roku wieś Nurzec i osada Nurzec-Stacja (położona na północ od torów) znajdowały się w gminie Milejczyce, a stacja kolejowa Nurzec (z położonym na południe od torów osiedlem Zaolzie) w gminie Radziwiłłówka w powiecie bielskim. 16 października 1933 wieś Nurzec, osada Nurzec-Stacja i stacja kolejowa Nurzec utworzyły odrębne gromady w poszczególnych gminach. 1 października 1934 przeprowadzono obszerne zmiany granic gmin w powiecie bielskim, w związku z czym stację kolejową przeniesiono ze zniesionej gminy Radziwiłłówka do gminy Milejczyce, gdzie została zintegrowana z osadą Nurzec-Stacja w jedną gromadę o nazwie Nurzec Stacja Kolejowa. Ponadto 16 kwietnia 1936 gromadę Nurzec Stacja Kolejowa połączono z gromadą Nurzec (we wsi Nurzec) w jedną gromadę o nazwie Nurzec (podział ten przywrócono w 1951 roku).
W 1939 roku Gustawa Narbutta Rosjanie wywieźli do Mińska, a następnie zamordowali w Katyniu. W 1940 roku jego żonę wraz z synami Leonem i Gustawem wywieziono na zesłanie do Kazachstanu skąd wrócili w 1946 r. Po wkroczeniu do Nurca w 1939 r. wojska radzieckie wycięły sad i część drzew ozdobnych. 
Podczas okupacji hitlerowskiej, w sierpniu 1942 roku Niemcy utworzyli getto dla żydowskich mieszkańców. Przebywało w nim około 200 osób. W listopadzie 1942 roku Niemcy ostatecznie zlikwidowali getto. Żydów wywieziono do getta w Kleszczelach. 
W 1944 r. w Nurcu dokonano parcelacji majątku Ronikierów, a na terenie dworu założono Spółdzielnię Produkcyjną w Tymiance, która funkcjonowała do lat 80. XX wieku.
1 czerwca 1951 przywrócono ponownie podział na dwie gromady (Nurzec i Nurzec-Stacja). 1 lipca 1952 w Nurcu utworzono gminę Nurzec z części gmin Milejczyce, Mielnik i Klukowicze. Gmina ta przetrwała zaledwie dwa lata, do reformy gminnej. W 1973 roku utworzono jej terytorialny odpowiednik – gminę Nurzec-Stacja z siedzibą w Nurcu-Stacji.

## Sport
- Husar Nurzec – klub piłkarski